# Olympische Jugend-Sommerspiele 2010/Teilnehmer (Norwegen)
| Gelbes Symbol für Goldmedaillen mit stilisierten Olympischen Ringen | Graues Symbol für Silbermedaillen mit stilisierten Olympischen Ringen | Braundes Symbol für Bronzemedaillen mit stilisierten Olympischen Ringen |
| ------------------------------------------------------------------- | --------------------------------------------------------------------- | ----------------------------------------------------------------------- |
| —                                                                   | —                                                                     | 1                                                                       |

Die Jugend-Olympiamannschaft aus Norwegen für die I. Olympischen Jugend-Sommerspiele vom 14. bis 26. August 2010 in Singapur bestand aus fünf Athleten.

## Medaillengewinner
Mit einer gewonnenen Bronzemedaille belegte das norwegische Team Platz 85 im Medaillenspiegel.

### Bronze
- Lavrans Solli, Schwimmen: 100 m Rücken

## Athleten nach Sportarten

### Ringen
| Mädchen - Karoline Løvik Freistil bis 52 kg: 7. Platz | Jungen - Pål Eirik Gundersen Griechisch-römisch bis 60 kg: 7. Platz |

### Schießen
Mädchen
- Malin Westerheim
Luftgewehr 10 m: 11. Platz (Qualifikation)

### Schwimmen
Jungen
- Lavrans Solli
100 m Rücken: Bronze 
200 m Rücken: 6. Platz

Laut Pressemitteilung des Norwegischen Olympischen Komitees sollte zunächst auch Sverre Næss antreten.

### Segeln
Jungen
- Harald Faeste
Byte CII: 11. Platz